# 신 울트라맨
《신 울트라맨》(일본어: シン・ウルトラマン)은 2022년 5월 13일 공개된 일본의 SF 특촬 영화이다. 1966년 방송된 특촬 텔레비전 드라마 《울트라맨》을 현재 시대로 옮겨온 리부트 영화로서 타이틀 로고는 '공상특촬영화'로 되어 있다. 쓰부라야 프로덕션, 도호, 카라가 공동으로 제작했으며 스태프로서 기획, 각본에 안노 히데아키, 감독에 히구치 신지 등 《신 고질라》의 제작진이 참여한다.
캐치프레이즈는 "그렇게나 인간이 좋아진 건가, 울트라맨.", "공상과 낭만. 그리고, 우정."

## 줄거리
이야기의 무대는 거대불명생물 '화위수(禍威獣)'가 출현하여 피해가 발생한 일본. 일본정부는 방재청 화위수특설대책실(약칭: 화특대)를 설립하여 화위수 대책에 임하고 있었다. 그런 가운데 화위수 네론가(ネロンガ)의 출현 시에 수수께끼의 거인이 대기권 외에서 날아와 그것을 격퇴하고 떠나버린다. 한편, 거인이 날아온 무렵 도망갈 기회를 놓친 어린이를 보호하려 하던 화특대의 가미나가 신지(神永新二)는 충격으로부터 어린이를 감싸고서 사망하고 만다. 빛의 별에서 온 외성인(外星人)인 거인은 가미나가의 자기희생을 보고 인류에 흥미를 느끼고 가미나가와 일체화한다. 그리고 필요에 응하여 '베타 시스템'으로 거인으로 되돌아가면서도 화특대의 일원으로서 인류를 이해하고자 한다. 거인은 계속해서 화위수 가보라(ガボラ)를 격퇴하고 화특대는 그 인류를 배려하는 전법과 떠나려는 때에 보인 일별(一瞥)에서 '거대인형생물 울트라맨(가)'라고 명명된 거인이 의사소통 가능한 지적 생명체라고 판단한다.
울트라맨의 존재가 일반에 알려지는 한편, 일본정부에 접촉한 외성인 자라브(ザラブ)는 우주문명의 초기술을 배경으로 불평등조약을 체결하려 하지만, 진짜 목적은 인류를 내전상태에 빠뜨려 자멸시키는 것이었다. 자라브는 그 음모를 아는 가미나가=울트라맨을 납치감금하고 울트라맨의 정체가 가미나가임을 전세계에 퍼뜨린다. 아울러, 가짜 울트라맨으로 변하여 파괴행위를 저질러 그의 말살을 일본정부에 제안하는 자라브였으나, 화특대의 아사미 히로코(浅見弘子)에 구출된 가미나가=울트라맨의 손에 의해 격퇴된다. 그러나, 정체가 널리 알려져버린 가미나가=울트라맨은 인간사회에서 있을 곳을 잃게 된다.
새로이 일본정부에 접촉해온 외성인 메피라스(メフィラス)는 베타 시스템에 의해 강대한 생물병기로 전용 가능한 인류를 독점관리하려 하고 있었다. 그의 베타 시스템의 실현으로서 아사미를 거대화시켜 보인 뒤 베타 시스템을 활용한 인류의 거대화에 의한 적성외성인으로부터의 자위를 제안하여, 일본정부와 베타 시스템을 공여하는 대신 자신을 인류의 상위존재로서 인정한다는 밀약을 나눈다. 한편 메피라스는 가미나가=울트라맨과 접촉하여 화위수는 지구에 방치된 생물병기를 각성시킨 것으로, 울트라맨을 꾀어내기 위해 자신이 풀어둔 것임을 밝힌다. 가미나가=울트라맨은 지구에서 공투하지 않겠느냐는 권유를 받으나, 외성인에 의한 지구문명에 대한 간섭을 꺼리고 있었기에 이를 거절, 화특대의 협력을 받아 베타 시스템 양도식장을 급습한다. 메피라스는 우위를 점한 채 울트라맨과 전투하지만, 빛의 별에서 새로운 사자가 출현함으로 인해 지구의 운명을 깨닫고 베타 시스템을 회수하여 퇴각한다.
이 무렵 내방한 빛의 별의 새로운 사자 조피(ゾーフィ)는 울트라맨이 가미나가와 일체화한 것으로 인류가 생물병기로 전용 가능하다는 사실이 우주 전체에 알려졌으므로 인류를 위험한 존재로서 섬멸시키려 함을 알리고 지구를 태양계째 멸각하는 천체제압용최종병기 젯톤(ゼットン)을 위성궤도상에 전개한다. 가미나가=울트라맨은 젯톤의 존재를 화특대에 밝히고서 단신으로 젯톤에 맞서나 패퇴하고 가마나가의 모습으로 돌아가 일시적 혼수상태에 빠진다. 울트라맨의 패퇴에 정부관계자가 절망에 빠지는 가운데, 가미나가=울트라맨이 남긴 USB 메모리에 베타 시스템의 기초원리가 쓰여있음을 깨닫고 화특대의 다키 아키히사(滝明久)를 중심으로 전세계의 과학자가 지혜를 모아 베타 시스템를 응용하여 차원의 틈을 만들어 젯톤을 이차원으로 날려버린다는 작전을 고안한다. 이 작전은 실행하는 울트라맨 자신도 이차원으로 날아갈 위험이 커 화특대 반장 다무라 기미오(田村君男)는 실행을 망설이지만, 가미나가=울트라맨은 자기희생을 개의치 않고 인류를 지키는 것을 우선하여 쾌락(快諾)하고 작전을 성공시킨다.
이차원을 표류하는 울트라맨의 앞으로 그의 '살고 싶다'는 의지를 좇아온 조피가 나타나 인류의 지성과 건투를 인정하며 섬멸을 중지토록 했다고 알린다. 그는 울트라맨을 빛의 별로 데려오고자 했으나, 금후의 인류가 나아갈 미래를 저어한 울트라맨은 그것을 거절, 가미나가에 자신의 생명을 내어주고 싶노라 청한다. 그 뜻에 응한 조피는 울트라맨과 가미나가를 분리한다. 그다음 순간, 가미나가는 화특대 동료들이 맞이하는 가운데 눈을 뜬다.

## 출연

### 화위수 특설 대책실
통칭 《화특대(禍威獣)》.  일본에 차례차례로 출현하는 거대불명생물 ‘화위수’에 대항하기 위해 방재청과 함께 설립된 전종조직.
- ‘화위수’와 마찬가지로 ‘과특대’와 소리만 맞춘 첨자가 되고 있다. 영어 명칭은 “S-Class Species Suppression Protocol”로, 영약칭은 과특대와 같은 “SSSP”가 된다.

- 멤버의 인원수는 원전에 맞춘 것으로 되어 있다.

- 당초 출동시 전용 오렌지 재킷이 디자인되어 의상 맞추기까지 행해졌지만, 나중에 채용이 선보였다. 하지만 타협안으로 완장을 오렌지색이 되었다. 마크는 세로 사양이지만, 차량 등에도 대응할 수 있도록 가로 사양의 것도 고안되어 있다.

- 전종반실의 벽시계는 ‘울트라맨’에 등장한 시계와 같은 형상으로 되어 있다. 책상 메인 모니터의 벽지는, 〈마이티 잭〉의 스틸이 채용되었다.

- 전용차는 제작비의 삭감도 겸해 원전과 마찬가지로 마크를 시판차에 붙일 뿐이었다.

카미나가 신지 역 - 사이토 타쿠미
본 작품의 주인공. 경찰청 공안부에서 출향한 전종반의 작전 입안 담당관. 책상 위에는 아무것도 없는 아사미와의 중복을 피하고, 소파 블록의 미니어처를 늘어놓고 있다.
아사미 히로코 역 - 나가사와 마사미
전 니노사 분석관 상석 조사관으로 공안 조사청에서 출향한 전종반의 분석관. 처음에는 제튼전 직전에 카미나가와의 가벼운 키스 장면이 있었지만, 전체적인 밸런스 등을 생각해 편집으로 컷되었다. 책상에는 불필요한 것을 아무것도 두지 않게 하고 있다.
타키 아키히사 역 - 아리오카 다이키
죠호쿠 대학 이학연구과 비입자 물리학 전공의 전종반의 비입자 물리학자. 책상에는 엔터프라이즈나 ‘썬더버드’ 등 괴수가 메인으로 등장하지 않는 특촬 작품의 모형류가 놓여져 있다.
후나베리 유미 역 - 하야미 아카리
문부과학성에서 출향한 전종반의 범용 생물학자. 책상에는 생물학 관련 서적이나 다소의 상품 정도를 놓고 있다.
타무라 키미오 역 - 니시지마 히데토시
방위성 방위 정책국에서 출향한 특특대 전종반의 반장. 책상에는 반장다운 포인트로서 마스코트 캐릭터의 KATO 태군의 봉제인형이 놓여져 있다.
무나카타 타츠히코 역 - 다나카 테츠시
화특대의 실장.

### 정부 관계
코무로 하지메 역 - 이와마츠 료
방재대신.
오쿠마 야스시 역 - 시마다 큐사쿠
내각 총리대신.
카리바 쿠니히코 역 - 마스오카 토오루
방위대신
나카니시 세이이치 역 - 야마자키 하지메
외무대신.
정부의 남자 역 - 다케노우치 유타카
내각 관방장관 역 - 호리우치 마사미
총리보좌관 역 - 리쥬 고

### 그 외
하야사카 역 - 나가츠카 케이시
육자 전투 단장.
카가미 역 - 와다 소코
경찰청 경비국 공안과.
타카하시 잇세이
야마데라 코이치

### 외성인
울트라맨(리피아)
카미나가와는 별인격이기 때문에 사이토 이외의 다른 인물이 목소리를 채우게 되었다. 극 중에서 조피가 〈리피아, 아니 여기에서는 울트라맨인가〉라고 본명이라고 생각되는 명칭으로 부른다.
흉악우주인 자라브 성인 (목소리) 역 - 츠다 켄지로
악질우주인 메피라스 역 - 야마모토 코지

## 스태프
- 제작대표 - 야마모토 히데토시
- 제작 - 츠카고시 다카유키, 이치카와 미나미, 안노 히데아키
- 공동 제작 - 마츠오카 히로타이, 오가타 토모유키, 나가타케 마사유키
- 기획 - 츠카고시 다카유키, 안노 히데아키[1][2]
- 각본 - 안노 히데아키
- 원작 감수 - 오키타 마사히로
- 이그제큐티브 프로듀서 - 우스이 히사시, 쿠로사와 카츠라
- 프로듀서 - 와다쿠라 카즈리, 아오키 타케히코, 니시노 토모야, 가와시마 세이키
- 협력 프로듀서 - 야마우치 아키히로
- 라인 프로듀서 - 모리 켄쇼
- 음악 - 사기스 시로
- 촬영 - 이치카와 슈, 스즈키 게이조
- 조명 - 요시카쿠 쇼스케
- 미술 - 린다 유지, 사쿠시마 에리
- 편집 - 구리하라 요헤이, 안노 히데아키
- VFX 감독 - 사토 아츠키
- CG 애니메이션 감독 - 구마모토 슈헤이
- 녹음 - 다나카 히로노부
- 음향 효과 - 노구치 토루
- 컨셉 디자인 - 안노 히데아키
- 디자인 - 마에다 마히로, 야마시타 이쿠토, 다케타니 타카유키
- VFX 프로듀서 - 이노우에 히로마사, 오노 마사요
- VFX 디렉터 - 사사키 고토
- CG 수퍼바이저 - 후시미 츠요시
- 캐릭터 모델링 수퍼바이저 / CG 디렉터 - 죠니시 아야야
- CGI 아트 디렉터 - 고바야시 고야
- 캐스팅 - 스기노 고
- 스크립터 - 다구치 요시코
- 조감독 - 나카야마 곤쇼
- 제작 담당 - 이와타니 히로
- 총 선전 감수 - 안노 히데아키
- 음악 - 미야우치 쿠니로, 사기스 시로
- 음악 프로듀서 - 키타하라 쿄코
- 음악 감독 - 토리이 리에
- 울트라맨 / 화위수 / 외성인 오리지널 디자인 - 나리타 료
- 영화 《신 울트라맨》 제작위원회 - 씨네바자, 도호 영화, 츠부라야 프로덕션, 카라
- 제작 프로덕션 - TOHO 스튜디오, 시네 바자
- 총 감수 - 안노 히데아키
- 감독 - 히구치 신지[1][2]
- 배급 - 도호

## 국내 개봉
신울트라맨 한국개봉에 대해서는 아직 소식이 없으나 아무래도 아직도 한국이 울트라 시리즈를 더빙 안하는걸 봐서 신 울트라맨은 개봉하지 안을것 같다.

## 음악
이외에도 《에반게리온》 시리즈나 《신 고질라》에서의 후보곡에서 미사용으로 끝난 음악도 사용되고 있다.

### 주제가
주제가 〈M87〉 (Sony Music Labels)
작사·작곡·노래 - 요네즈 켄시 / 편곡 - 요네즈 켄시, 반도 유타
삽입곡 〈코토리(小鳥)〉
작사 - 야마구치 요코 / 작곡 - 츠츠미 코헤이 / 편곡 - 밥 사쿠마 / 노래 - 고키 히로시

## 제작
각본 검토 원고는 2019년 2월 5일에 탈고 되었고, 같은 해 8월 1일 울트라 시리즈의 신작 영화로 제작이 발표 된 주요 스탭 및 캐스트가 동시에 공개되었다.  안노는 같은 시기에 《신 에반게리온 극장판: II》의 제작이 있었지만, 이 작품의 완성 후에 히구치 이끄는 히구치 세트에 합류 할 예정이라고 발표되었다.
촬영 크랭크인 시기는 미발표이지만, 2019년 가을의 엑스트라 촬영을 위해 같은 해 8월 20일 추가 모집이 걸려, 같은 해 11월 23일 '제2회 아타미 괴수 영화제'에서 이미 촬영이 종료한 것으로 발표되었다.
2019년 12월 14일에는 'TSUBURAYA CONVENTION 2019'의 오프닝 세레모니에 주인공 역을 맡은 사이토 타쿠미와 감독을 맡은 히구치 신지가 등장, 본작의 울트라맨의 디자인과 타이틀 로고가 발표되었다. 그 단상에서 사이토는 아버지가 한때 '울트라맨'의 현장 (토후쿠 신샤아)에서 일하던을 선보인데 "설마 자신이 울트라맨을 연기한다고는 생각하지 않았지만, 이야기를 받고 그래서 자신이 연기하는지는 기분이 되었다." 히구치는 본작의 울트라맨의 양식 피겨를 선보였다는데 라는 질문에 "어떤 울트라 세대에 박힌 작품을 목표로 하고 싶다"는 뜻을 각각 밝히고 있다.
2020년 2월 9일에는 〈원더 페스티벌 2020 겨울〉의 오프닝 세레모니에서도 발표되어 츠부라야 프로부스에 본작의 울트라맨의 검증 뼈대인 〈제1호 편지지〉, 〈제2호 편지지실물〉이  전시되었다.
2020년 11월 3일에 공개시기가 2021년 초여름인 것으로 발표됐고, 이날 개관한 스카가와시 특수 촬영 아카이브 센터 개관식에서 입상이 펼쳐졌다.
2021년 1월 29일에는 등장 인물들과 울트라맨, 가보라과 네론가가 등장하는 특보 영상 외에도 변신 아이템이나 카피가 병기된 특별 영상이 공개됐다.
2021년 3월 26일 신종 코로나 바이러스 감염(COVID-19) 유행에 따라 제작 일정의 영향이 생긴 것을 이유로 공개 일정이 당초 2021년 초여름에서 연기되는 것이 알려졌다.
2022년 3월 17일, 새로운 포스터·극장용 배너 비주얼이 공개되었다. 또 스태프 목록도 동시에 공개됐다.
2022년 3월 30일, 새로운 장면 사진 외에 주인공의 소속 조직의 통칭이 화특대(禍威獣)인 것이나 그 멤버의 역명이 발표되었다.
2022년 4월 15일 새로운 특보 영상과 스토리가 공개되어 ‘울트라맨’이 맞서는 거대불명생물의 호칭이 ‘화위수’라는 것이나 외성인의 존재가 밝혀졌다.
2022년 4월 18일 82초 예고편이 공개되었다.

## 디자인
본작의 울트라맨의 디자인 컨셉은 초대 울트라맨을 제작한 나리타 토루에 의한 회화 「진실과 정의와 아름다움의 화신」이 바탕으로 되어 있으며, 나리타와 사사키 아키라에 의해 원래 디자인으로의 회귀를 도모한 결과, 컬러 타이머와 눈의 몰래 구멍 정장 탈착용 지퍼에 따른 지느러미를 폐지한 것이 되었다.

## 반응 및 평가
2021년 1월 29일 특보 영상이 공개된 경우에는 《울트라맨》이 일본의 트위터 트렌드에 들어간 외에 일본 국외에서도 영화감독 기예르모 델 토로와 조던 보토 = 로버츠가 흥분과 찬사의 댓글을 보이고 있다. 또한 같은 해 8월 12일에는 제임스 건이 히구치와 원격 대담에서 흥분하면서 기대하는 코멘트를 대는 영상이 공개되었다.

## 관련 서적
- 《신 울트라맨 디자인 웍스》 (2022년 5월 13일 극장 선행 발매, 그라운드 웍스)[21][16]

- 《신 울트라맨 Millennials BOOK》 (2022년 6월 20일 발매 예정)

## 관련 상품
- 《신 울트라맨 음악집》 미야우치 쿠니로(2022년 6월 21일 발매 예정)

## 관련 프로그램
「영화 공개 기념!『신 울트라맨』탄생 SP!」
본 작품의 공개를 기념한 특번. 방송 시간 30분. 방송국과 방송일은 각 지역마다 다르다.
「『신 울트라맨』을 더 즐기기 위해서!」
TSUBURAYA IMAGINATION에서 전달된 본 작품의 공개 직전 프로그램. 본 작품의 캐스트나 스탭, 요네즈 켄시의 인터뷰 영상, 메이킹 영상으로 구성된다.
『신 울트라파이트』
무비티케 영상 특전.